# Joseph Robert Schofield
Joseph Robert Schofield ( 1868 - 1928 ) fue un botánico, y micólogo estadounidense.

## Honores

### Epónimos
- (Rosaceae) Geum schofieldii Calder & Roy L.Taylor[1]

- La abreviatura «Schofield» se emplea para indicar a Joseph Robert Schofield como autoridad en la descripción y clasificación científica de los vegetales.[2]